# Kaupinsaari (ö i Södra Savolax, S:t Michel, lat 62,01, long 26,61)
Kaupinsaari är en ö i Finland. Den ligger i sjön Emäpaju och i kommunen Kangasniemi i den ekonomiska regionen  S:t Michel och landskapet Södra Savolax, i den södra delen av landet, 220 km norr om huvudstaden Helsingfors. Öns area är 2,5 hektar och dess största längd är 310 meter i nord-sydlig riktning.